# MOMU Motorsport Museum
Het MOMU Motorsport Museum (Ests: MOMU Motorspordi Muuseum) is een regionaal museum gevestigd in de Estse stad Turba. Het museum werd officieel geopend op 6 april 2018 en heeft als doel de geschiedenis van motorsport in Estland te verzamelen, onderzoeken, behouden en tentoon te stellen.

## Collectie
Het museum is ontstaan als eerbetoon aan de motorsportgeschiedenis van Estland. Het museum toont een uitgebreide collectie, bestaande uit 252 auto's, fietsen en boten. De collectie omvat een breed scala aan racevoertuigen, waaronder rallyauto's, formulewagens en watermotorsportvoertuigen. Het museum heeft nauw samengewerkt met raceteams, fabrikanten en particuliere verzamelaars om deze verzameling te realiseren. Een van de opvallendste exposities is gewijd aan het Estse bedrijf TARK-Kavor, in de jaren 80 de op een na grootste formulewagenproducent ter wereld.

## Locatie
Het museum is gevestigd in de gerestaureerde Ellamaa-energiecentrale, een historisch industrieel complex in Turba.